# Niedermehlen

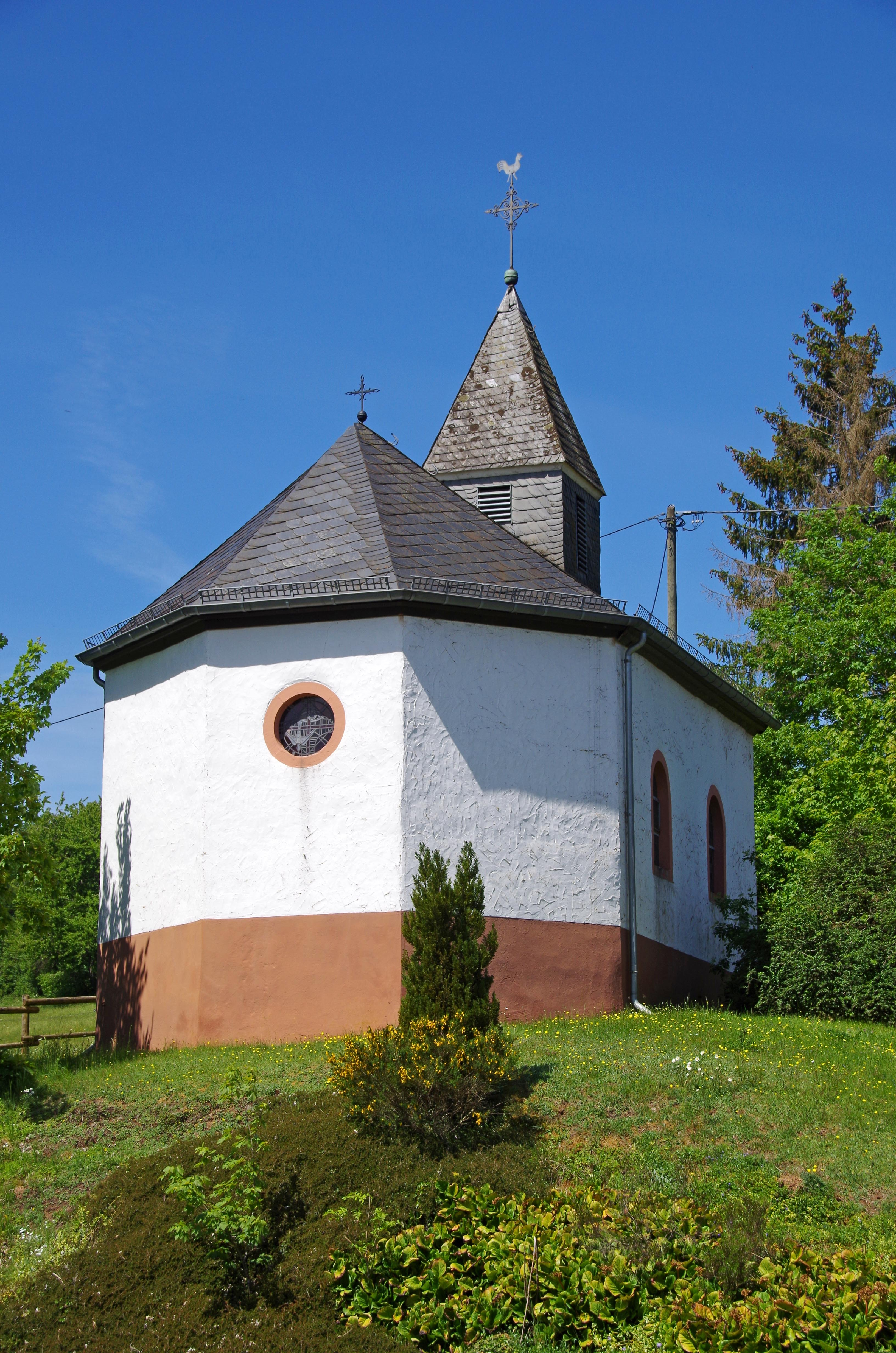
Kapelle Vierzehn Nothelfer (1871)

Niedermehlen ist ein Ortsteil der Ortsgemeinde Gondenbrett im Eifelkreis Bitburg-Prüm in Rheinland-Pfalz.

## Geographische Lage
Niedermehlen liegt im Tal des Mehlenbachs, der am östlichen Rand der Ortslage vorbeifließt. Durch den Ort verläuft die L 17. Nachbarorte sind im Norden Obermehlen, im Nordosten der Hauptort der Ortsgemeinde Gondenbrett, im Westen Tafel und Prüm und im Südwesten Steinmehlen. Außerdem liegt der Ort in der Schneifel.

## Geschichte
Am 7. Juni 1969 wurden die bis dahin eigenständigen Gemeinden Niedermehlen und Obermehlen zur neuen Gemeinde Mehlen bei Prüm zusammengeschlossen. Diese wurde am 1. Januar 1971 Teil der neu gebildeten Gemeinde Gondenbrett.

## Kultur und Sehenswürdigkeiten
- Die römisch-katholische Katharinenkapelle (Vierzehn-Nothelfer) aus dem Jahr 1877[3]
- Niedermehlener Mühle am Mehlenbach[4]
- Zwei Wegekreuze, eines mit Inschrift: „Zum Andenken an den sterbenden Heiland“[5]